# Lista dos deputados federais de Santa Catarina - 51ª legislatura (1999 — 2003)
Lista dos deputados federais de Santa Catarina - 51ª legislatura (1999 — 2003).
| Nº | Deputado                   | Partido | Observação |
| -- | -------------------------- | ------- | ---------- |
| 1  | Carlito Merss              | PT      |            |
| 2  | Edinho Bez                 | PMDB    |            |
| 3  | Edison Andrino             | PMDB    |            |
| 4  | Eni Voltolini              | PPB     |            |
| 5  | Fernando Coruja            | PDT     |            |
| 6  | Gervásio Silva             | PFL     |            |
| 7  | Hugo Biehl                 | PPB     |            |
| 8  | João Matos                 | PMDB    |            |
| 9  | João Pizzolatti            | PPB     |            |
| 10 | Antônio Carlos Konder Reis | PFL     |            |
| 11 | Leodegar Tiscoski          | PPB     |            |
| 12 | Luci Choinacki             | PT      |            |
| 13 | Paulo Gouvea               | PFL     |            |
| 14 | Renato de Mello Vianna     | PMDB    |            |
| 15 | Serafim Venzon             | PDT     |            |
| 16 | Vicente Caropreso          | PSDB    |            |